# Soyuz 21
Soyuz 21 fue una misión de una nave Soyuz 7K-T modificada (Soyuz 7K-T/A9) lanzada el 6 de julio de 1976 desde el cosmódromo de Baikonur con dos cosmonautas a bordo para acoplarse a la estación espacial militar Salyut 5 en el marco del programa Almaz.
La misión de Soyuz 21 fue realizar experimentos militares, científicos y técnicos en la estación.
Tras el lanzamiento la nave se acercó a la estación y consiguió acoplarse a ella a pesar del fallo del sistema automático Igla.
La tripulación comenzó a realizar diferentes experimentos y pruebas para establecer la utilidad de realizar reconocimientos militares humanos desde el espacio. También realizaron experimentos científicos, como los de crecimiento de cristales en microgravedad.
Durante la misión la salud tanto física como mental de uno de los cosmonautas (Zholobov, el ingeniero de vuelo) se fue deteriorando, sufriendo problemas constantes relacionados con el mareo espacial y padeciendo problemas psicológicos que obligaron a un regreso de la nave antes de lo previsto. La nave regresó el 24 de agosto de 1976, aterrizando a 200 km al suroeste de Kokshetau.
Una de las hipótesis con la que se trabaja para explicar los problemas de Zhólobov (que afectaron en mucho menor grado al otro cosmonauta, Borís Volinov) es la fuga de pequeñas cantidades de ácido nítrico de los tanques de propelente de la estación espacial, aunque otras fuentes indican que los cosmonautas no siguieron el programa de ejercicios físicos y padecieron problemas de sueño.

## Tripulación
- Borís Volinov (Comandante)

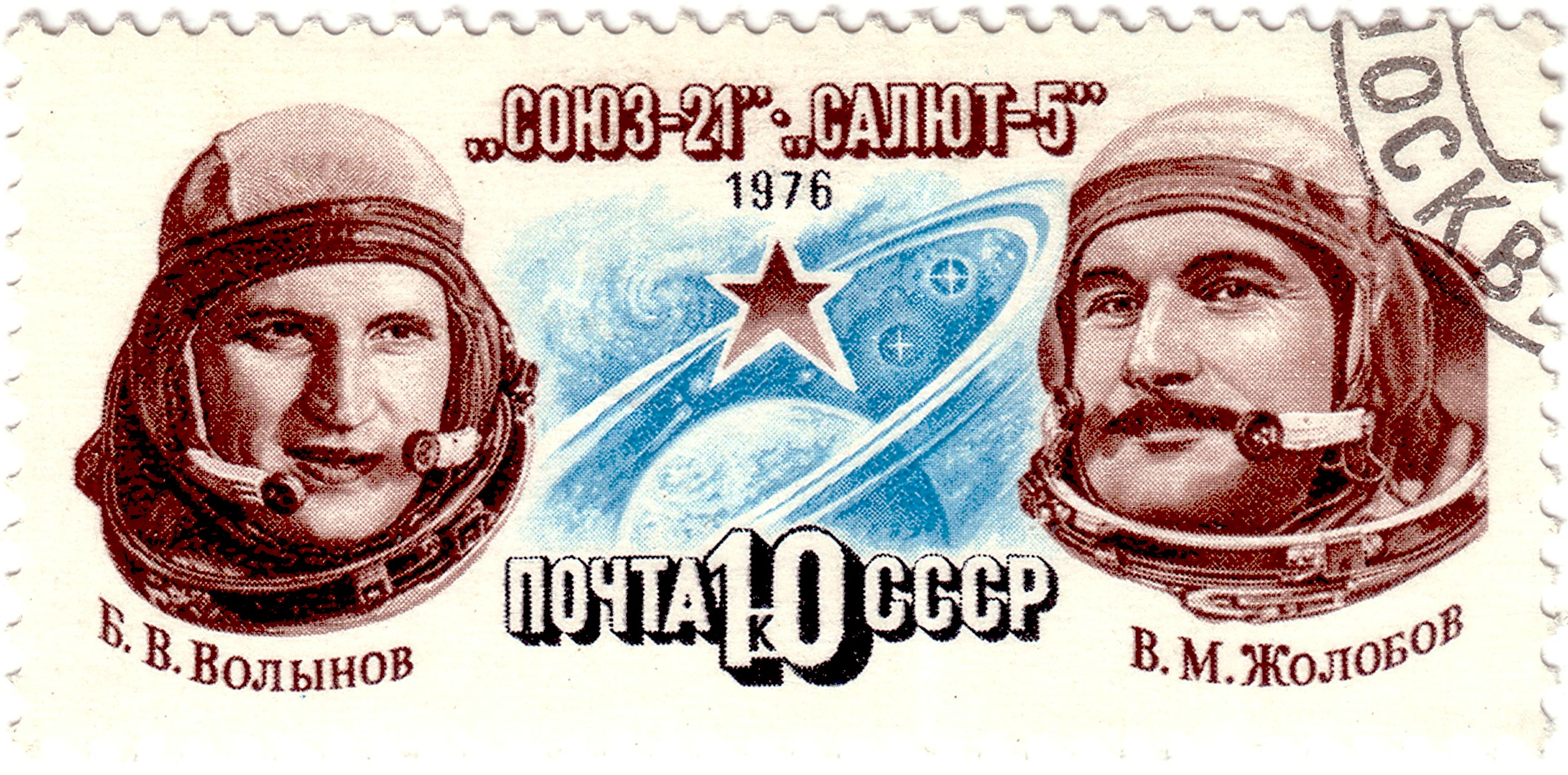
Sello conmemorativo soviético de la misión Soyuz 21.

- Vitali Zhólobov (Ingeniero de vuelo)

## Tripulación de respaldo
- Vyacheslav Zudov (Comandante)
- Valeri Rozhdestvensky (Ingeniero de vuelo)

## Tripulación de reserva
- Víktor Gorbatkó (Comandante)
- Yuri Glazkov (Ingeniero de vuelo)